# Elli
Elli, auch Elly, ist ein weiblicher Vorname. Der Name Elli kommt vom hebräischen Elischeba. Das bedeutet „die Gott geweiht ist“, „die Gott verehrt“ oder „mein Gott ist Vollkommenheit“. Namenstage des Namens sind am 11. Februar, 25. Juni, 9. Juli, 11. Juli und am 18. August.

## Herkunft und Bedeutung
Der Vorname ist eine gebräuchliche Kurzform folgender Varianten:
- Eleonore
- Eleonora
- Elisabeth
- Elena
- Elvira
- Elke
- Elrike
- Ellen
- Elisa

## Bekannte Namensträger

### Vorname

#### Elli
- Elli Blarr, erste Taxifahrerin in Deutschland (seit 1929)
- Elli Erl (* 1979), deutsche Sängerin
- Elli Kafka (1889–1942), die älteste Schwester des Schriftstellers Franz Kafka
- Elli Medeiros (* 1956), uruguayische Schauspielerin und Sängerin
- Elli Ochowicz (* 1983), US-amerikanische Eisschnellläuferin
- Elli Schmidt (1908–1980), Vorsitzende des Demokratischen Frauenbunds Deutschlands in der DDR
- Elli Voigt (1912–1944), deutsche Widerstandskämpferin

#### Elly
- Elly Ameling (* 1933), niederländische Sängerin
- Elly Beinhorn (1907–2007), deutsche Fliegerin
- Elly Heuss-Knapp (1881–1952), Ehefrau des deutschen Bundespräsidenten Theodor Heuss
- Elly Kramb (1896–1964), deutsche Schriftstellerin, siehe Albert Bauer (Schriftsteller)
- Elly Lieber (1932–2020), österreichische Rennrodlerin
- Elly Linden (1895–1987), deutsche Politikerin
- Elly Ney (1882–1968), deutsche Pianistin
- Elly Rothwein (1899–1983), österreichisch-/US-amerikanische Pädagogin
- Elly Schlein (* 1985), italienische Politikerin

#### Ellie
- Ellie Goulding (* 1986), englische Popsängerin

#### Elley
- Elley Duhé (* 1992), amerikanische Sängerin und Songwriterin

### Familienname
- Alberto Elli (* 1964), italienischer Radsportler

### Künstlername
- Elly V (* 1998), österreichische Sängerin